# أفرو 530
أفرو 530 (بالإنجليزية: Avro 530)‏ هي طائرة مقاتلة ذات السطحين، وبمقعدين أنتجت في بريطانيا. من صناعة أفرو. صممت في عام 1916 للتنافس مع بريستول إف.2إيه. كان أول طيران لها في 1917. صنع منها طائرتين.